# Karlin (Zawiercie)
Karlin – sołectwo przyłączone do miasta Zawiercie 1 lutego 1977 r., położone na Wyżynie Krakowsko-Częstochowskiej, najbardziej na wschód wysunięta dzielnica miasta (ok. 7 km od centrum).

## Historia
Pierwsze pisemne wzmianki o istnieniu Karlina pochodzą z 1320 r. – ze spisu dóbr należących do rodziny Firlejów. Karlin liczył wtedy 20 mieszkańców. Był gniazdem rodowym Karlińskich herbu Ostoja – z tego rodu wywodził się między innymi słynny obrońca zamku Olsztyn Kasper Karliński. W 1827 wieś miała 80 osób w 12 domostwach, pod koniec XIX w. – 140 mieszkańców i 19 domów. W Karlinie występują kolonie takie jak: Celiny, Zadąbrowy, Biały Kamień, Nad Dołem, Za Skałą.

## Obiekty krajoznawczo-turystyczne
- Kamienna kaplica pw. Najświętszej Marii Panny Wspomożenia Wiernych, poświęcona 23 czerwca 1894 r. przez ks. Karola Barcza. Ufundowana została ze składek za 273 rubli przez chłopów na cześć uwolnienia się z wieloletniej niewoli poddaństwa. Wybudowana została staraniem sołtysa Bartłomieja Florczyka i włościanina Antoniego Pardeli. We wnętrzu znajduje się barokowy ołtarz z ludowymi rzeźbami świętych: Franciszka i Jacka.
- Przydrożna kapliczka kamienna z XIX w. zbudowana w formie słupa z wnękami.
- Stara drewniana zabudowa, m.in. przy drodze do Kiełkowic: malownicza stodoła, a przed nią stary drewniany krzyż.
- Okazały pomnik pomordowanych w II wojnie światowej.
- Przez Karlin biegnie czerwony turystyczny Szlak Orlich Gniazd (malownicza okolica) z Podzamcza do Żerkowic, turystyczna ścieżka rowerowa oraz Jurajski Szlak Konny.
- Działa szkolne schronisko młodzieżowe[3].

## Ulice
- Biały Kamień
- Celiny
- Chlebowa
- Głęboka
- Karlińska
- Solna
- Wielka
- Pod Górą
- Suliny
- Ziołowa